# 80 Рака
80 Рака (лат. 80 Cancri) — двойная звезда, которая находится в созвездии Рака на расстоянии 470 световых лет. Главный компонент, 80 Рака А, — белая горячая звезда класса А, светимость которой почти в 32 раза превышает светимость Солнца. Масса звезды в 2.6 раза массивнее Солнца, радиус больше солнечного в 1.9 раза. Температура поверхности раскалена до 10000 Кельвинов. Система очень медленно удаляется от Земли, со скоростью 1 км/с.